# Bischof-Wienken-Haus

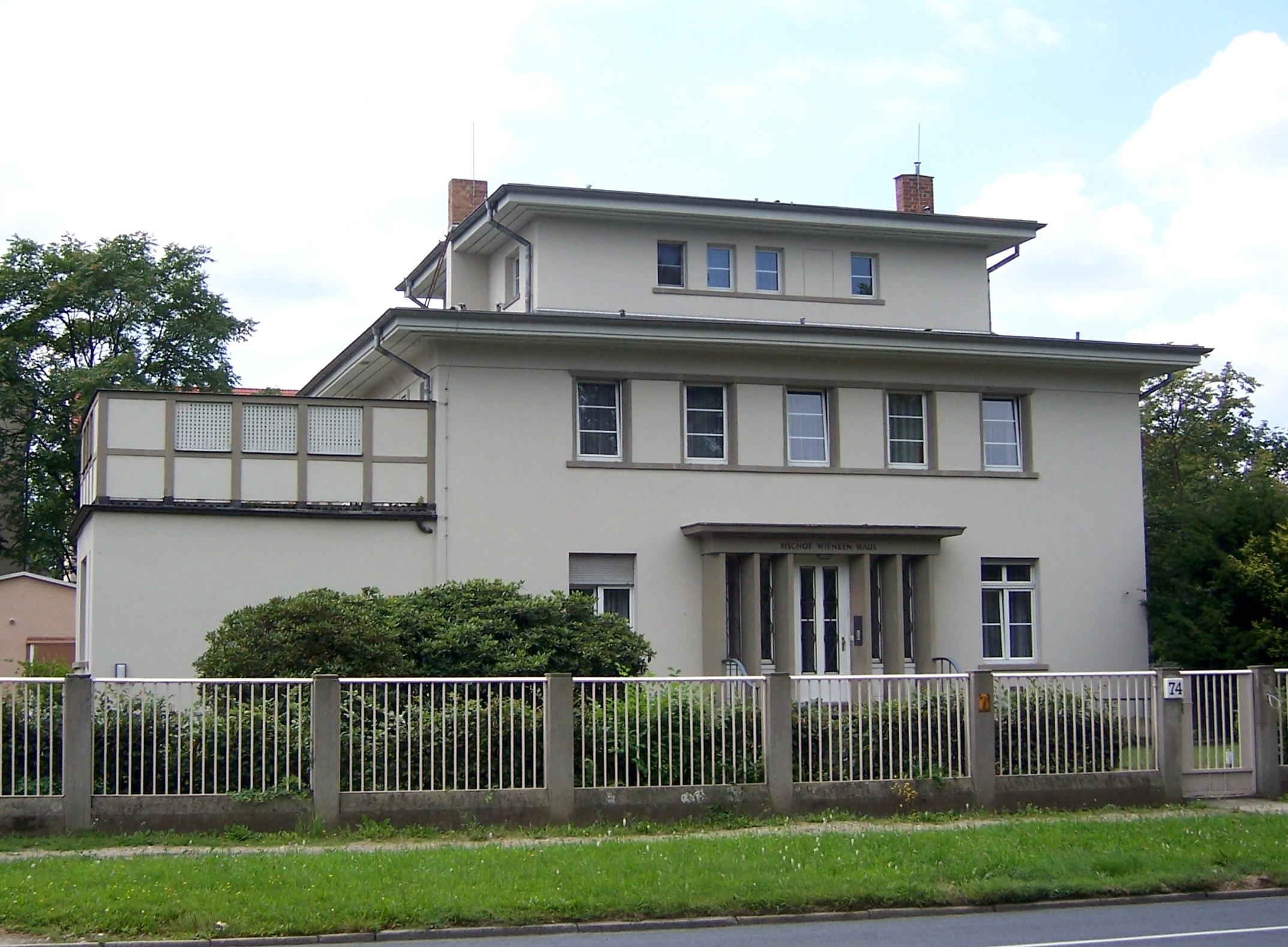
Bischof-Wienken-Haus (2013)

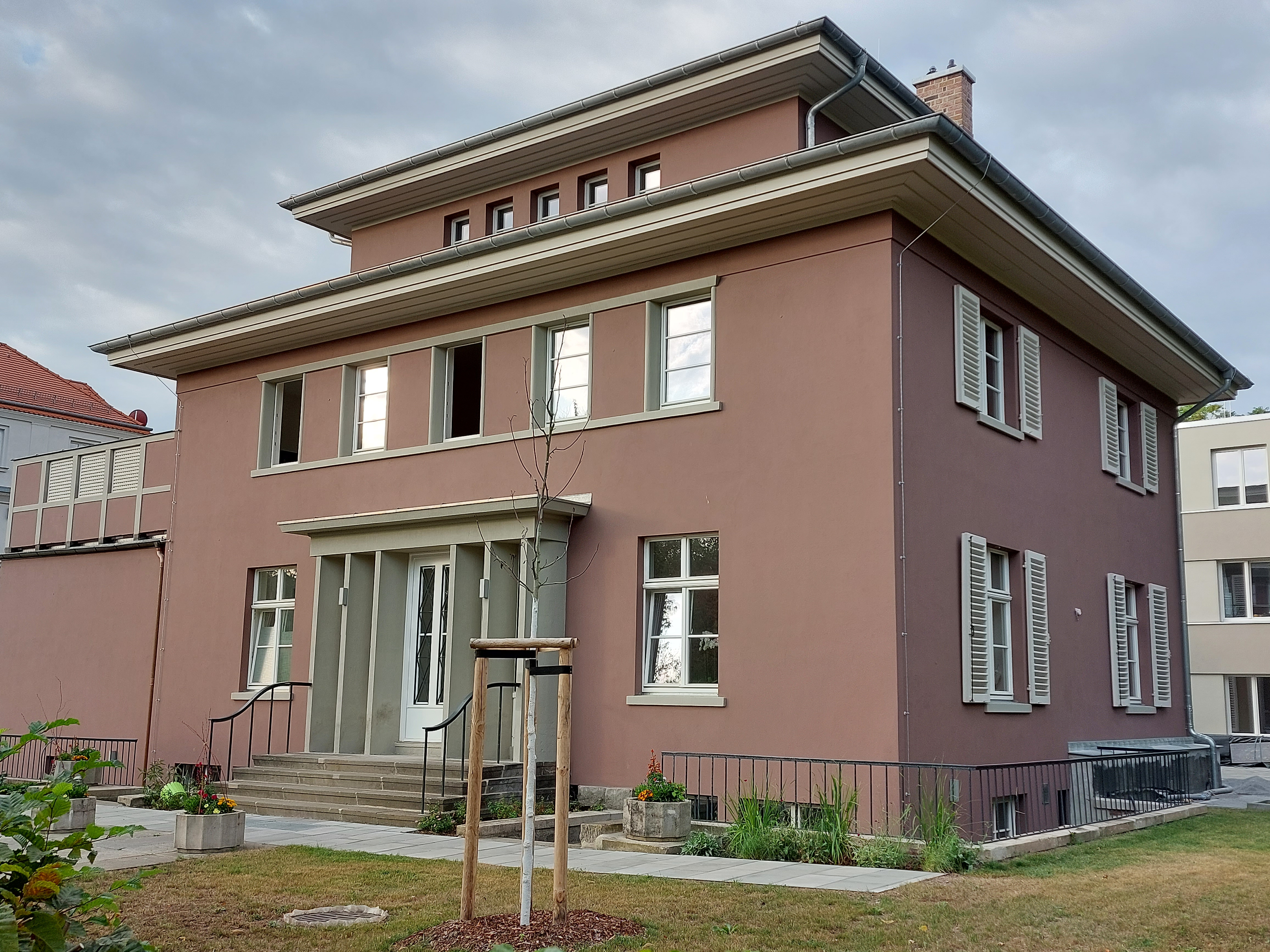
Bischof-Wienken-Haus (2022)

Das Bischof-Wienken-Haus ist ein unter Denkmalschutz stehendes Haus auf der Tiergartenstraße 74 in Dresden-Strehlen. Seinen Namen erhielt es nach dem Bischof von Meißen (1951–1957) Heinrich Wienken (1883–1961).

## Beschreibung
Das von Albin Müller 1930 errichtete Haus ist vom Neuen Bauen geprägt, wobei Einflüsse „von Frank Lloyd Wright und der holländischen De-Stijl-Bewegung“ offensichtlich sind. Nach der Beschreibung des Denkmals ist es ein „für seine Zeit wegweisend moderner Wohnbau“ und ein „Gebäude ›dem schlichte Schönheit eigen ist‹“.
Das zweigeschossige Gebäude ist auf einem klassischen Grundriss erbaut worden, wo alle Zimmer entlang einer Mittelachse angeordnet sind. Diese führt von der Tür zur Aussichtsterrasse. Im Erdgeschoss befindet sich ein Portikus bestehend aus sechs Pylonen, die den Haupteingang schmücken. Im ersten Obergeschoss werden die fünf Fenster von einem Putzband zusammengefasst. Auf dem zweigeschossigen Bau wurde ein Dachgeschoss mit auskragendem Flachdach aufgesetzt. Das Dachgeschoss ist vom übrigen Bau jedoch zurückgesetzt, ähnlich einem Stufenturm.
Im Zuge einer Sanierung Anfang der 2020er Jahre wurde die bis dahin weiße Farbe der Außenfassade gegen ein dunkles Braun ausgetauscht, um eine Annäherung an die Ursprungsfassung zu erreichen, es ist seitdem auch Bürogebäude.

Tiergartenstraße 74 (1930)
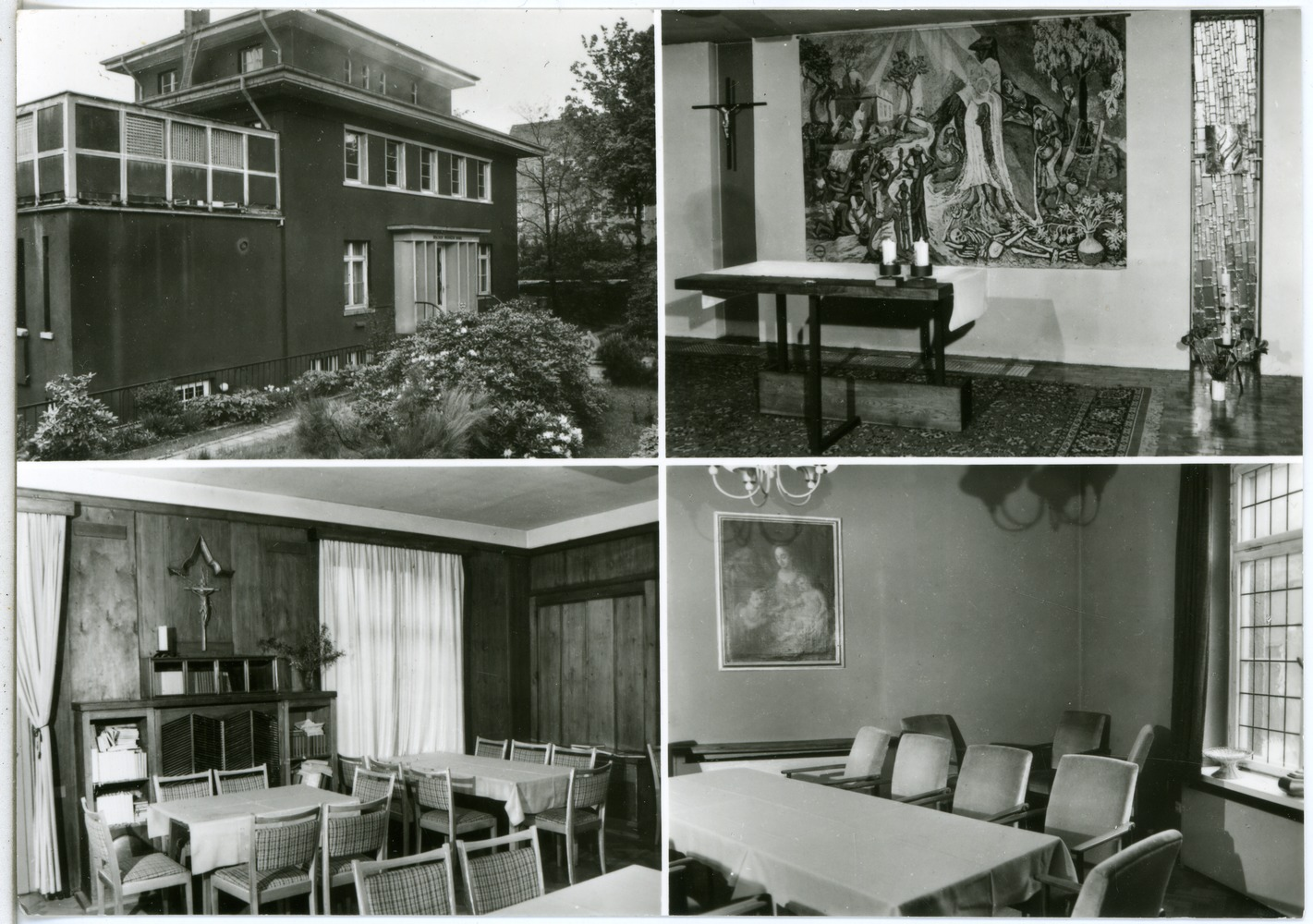
Bischof-Wienken-Haus (1987)
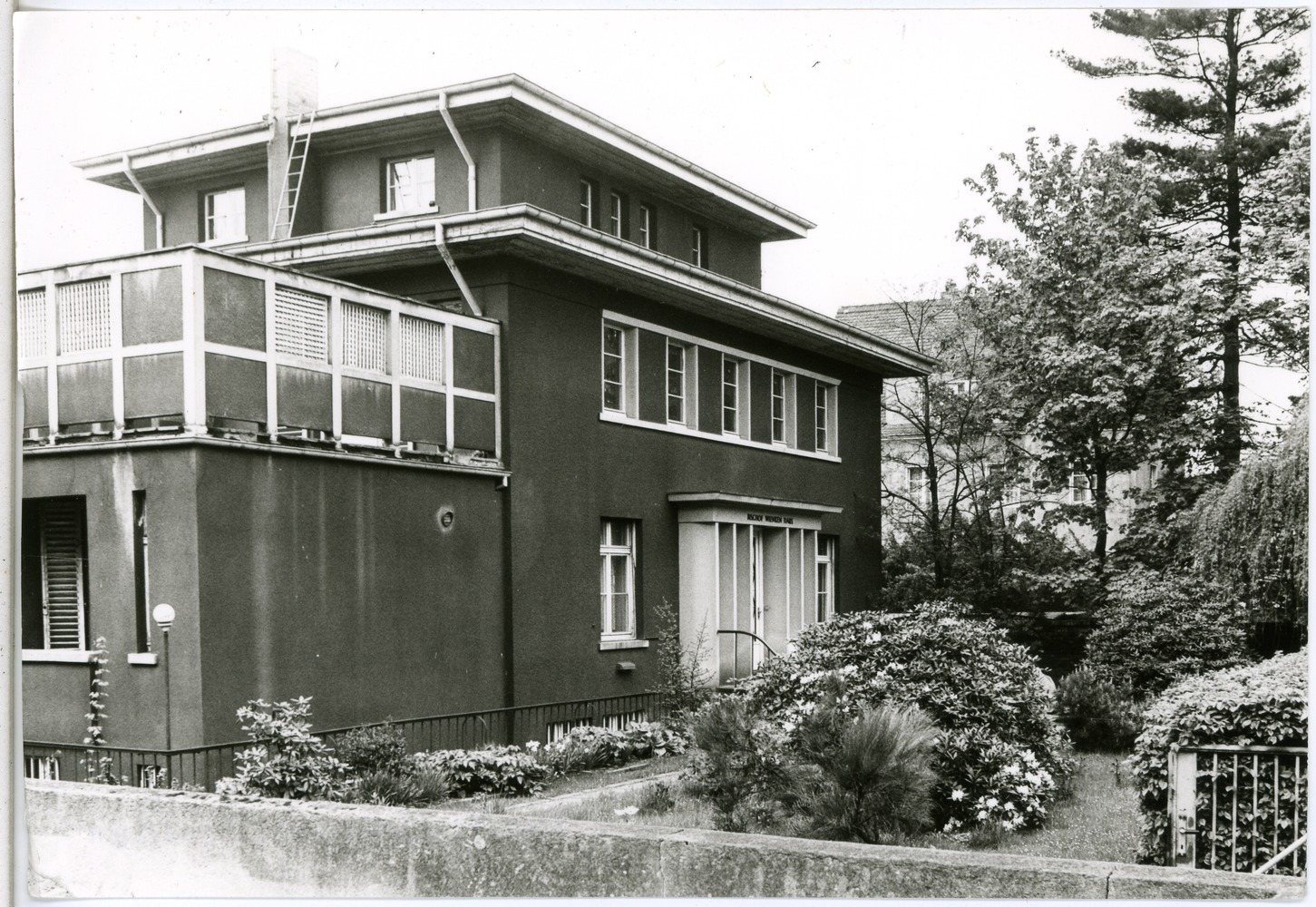
Außenansicht (1987)
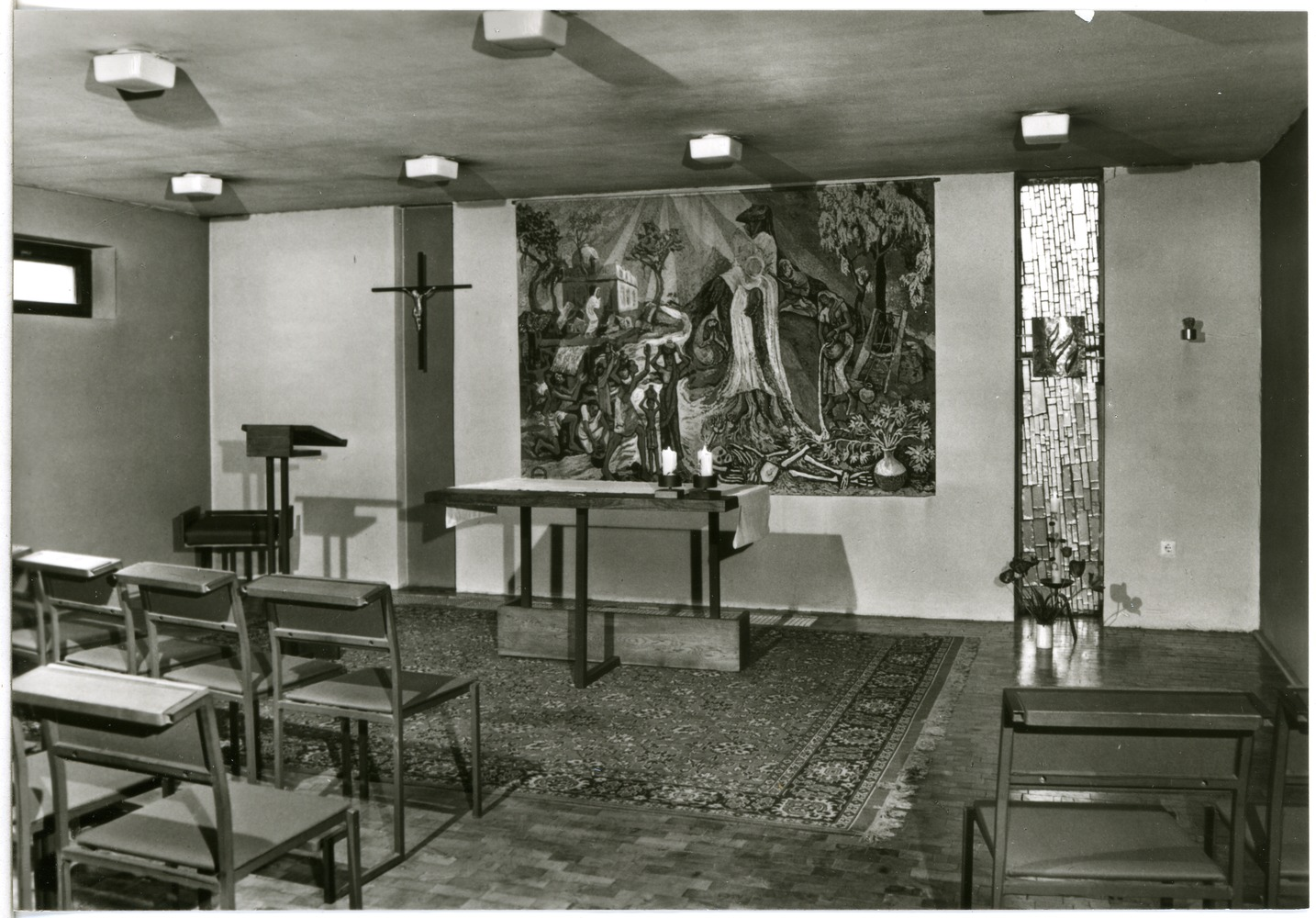
Innenansicht (1987)